# 207695 Olgakopyl
207695 Olgakopyl este un asteroid din centura principală de asteroizi.

## Descriere
207695 Olgakopyl este un asteroid din centura principală de asteroizi. A fost descoperit pe 8 septembrie 2007 la observatorul astronomic din Andrușivka. Asteroidul prezintă o orbită caracterizată de o semiaxă mare de 2,27 ua, o excentricitate de 0,09 și o înclinație de 5,6° în raport cu ecliptica.